# Bulbophyllum longisepalum
Bulbophyllum longisepalum är en orkidéart som beskrevs av Robert Allen Rolfe. Bulbophyllum longisepalum ingår i släktet Bulbophyllum och familjen orkidéer. Inga underarter finns listade i Catalogue of Life.